# Regia Scuola di Marina
La Regia Scuola di Marina è stata un'istituzione di formazione degli allievi ufficiali della Marina militare del Regno di Sardegna e in seguito della Regia Marina italiana. Istituita nel 1816, la scuola ha avuto sede presso la caserma Santa Teresa di Genova, venendo unificata tra il 1868 e il 1881 alla Reale Accademia di Marina di Napoli fino a confluire nell'Accademia navale di Livorno.

## Storia
La scuola fu istituita il 16 gennaio 1816 per regia patente del re Vittorio Emanuele I di Savoia in seguito all'annessione dell'ex Repubblica Ligure al Regno di Sardegna, sancita dal congresso di Vienna. Il 9 novembre fu approvato il regolamento e la scuola fu inaugurata il 1º febbraio 1817 presso la sede nel sestiere di Prè, ricavata all'interno di tre ex monasteri. Il suo primo direttore fu l'ammiraglio Giorgio Andrea Agnès des Geneys.
Nel 1841 fu autorizzata la realizzazione in un osservatorio astronomico presso la scuola, utilizzato prevalentemente per regolare il meridiano e determinare la longitudine; nel 1860 l'astronomo francese Urbain Le Verrier tentò di far aggiungere l'osservatorio ad una rete meteorologica internazionale anglo-francese ma il progetto, ritenuto troppo costoso dal governo italiano, si arenò. Nel 1851 fu istituzionalizzato il gabinetto di fisica, la cui direzione fu affidata a Silvestro Gherardi.
Dopo la proclamazione del Regno d'Italia la scuola continuò ad operare indipendentemente fino all'emanazione nel 1868 di un decreto che ne sancì l'unificazione con la Real Accademia di Marina di Napoli in un'unica istituzione suddivisa in due comandi; a partire da quell'anno gli allievi avrebbero seguito i primi due anni di corso a Napoli e i successivi due a Genova. La scuola fu trasformata in Accademia Navale nel 1878 e si decise di trasferire l'istituzione in un'unica sede a Livorno.